# Artsyom Pyatrenka
Artsyom Pyatrenka (tiếng Belarus: Арцём Пятрэнка; tiếng Nga: Артём Петренко; sinh 1 tháng 3 năm 2000) là một cầu thủ bóng đá Belarus. Tính đến năm 2017, anh thi đấu cho Slavia Mozyr.